# Porcellanopagurus platei
Porcellanopagurus platei is een tienpotigensoort uit de familie van de Paguridae. De wetenschappelijke naam van de soort is voor het eerst geldig gepubliceerd in 1902 door Lenz.